# Substrato prehelénico
En substrato o sustrato prehelénico se entiende a una o varias lenguas hipotéticas, presumiblemente no indoeuropeas, habladas en Grecia antes de la llegada a la península griega de pueblos indoeuropeos a principios del III milenio a. C. A veces se usa el término lenguas pelásgicas o egeas para denominar a dicho sustrato, dado que los escritores de la antigua Grecia usaron el término Πελασγοί (Pelasgoí) para referirse a poblaciones prehelénicas de Grecia. Algunas lenguas que podría haber estado relacionadas con las lenguas pelásgicas son el eteocretense, el eteochipriota.

## Léxico
La existencia de ciertos términos de origen aparentemente no indoeuropeo en el léxico patrimonial del idioma griego sugiere que éstos podrían deberse a un sustrato preindoeuropeo previo, localizado en la península griega y Creta.
Entre estos vocablos no indoeuropeos se encuentran palabras de numerosas áreas semánticas que incluyen:
- La vida marítima (incluyendo la palabra θάλασσα (thálassa) que significa "mar" en griego)
- La Arquitectura (πύργος pýrgos 'torre'),[1] algunas deidades, etc.
- También algunas palabras del ámbito político como Τύραννος Tyrannos 'tirano'
- Los topónimos, como el nombre de la capital griega Atenas o las ciudades de Corinto (Κόρινθος Kórinthos), Zacinto (Ζάκυνθος Zákynthos), Lárisa (Λάρισα Lárissa), Cnosos (Knossos), Halicarnaso (Halikarnassos), Parnaso (Παρνασσός Parnassos) e Himeto (Ὑμηττός Hymettós). Obsérvese que muchos de estos nombres incluyen las secuencias -nth-, -ss-, -tt-.
- Los nombres de plantas mediterráneas: kyparissos 'ciprés', hyakinthos 'jacinto', akantha 'acanto', ἐλαίϝα elai(w)a 'oliva', ἄμπελος ampelos 'vino'.

Además del léxico común existen algunos antropónimos (Ὀδυσσεύς 'Odiseo' o 'Ulises'), algunos teónimos (Ἑρμῆς 'Hermes')

## Identificación
La presencia de los grupos -nthos/-ntha y -ssos, que no parecen relacionables con ningún sufijo indoeuropeo, es lo que sugiere su carácter de lenguas no indoeuropeas. Además, la existencia de estos topónimos en la Creta del período minoico, podría significar que parte de ellos podrían estar relacionados con el idioma minoico escrito en el lineal A, una lengua muy probablemente no-indoeuropea. Esta es la propuesta de Arthur Evans que asumió que existió una amplia colonización minoica del Mar Egeo.
Otra propuesta es que parte del substrato podría haber estado formado por lenguas anatolias indoeuropeas, más específicamente relacionadas con el luvita. Esta teoría se ha propuesto sobre la base de los nombres en -ss- y -nd- que parecen corresponderse con los nombres en -ss- y -nth- en la península griega, y que son también muy abundantes en la parte occidental de Anatolia. La influencia del luvita pudo ser simplemente la de adstrato y limitada a intercambios comerciales y no propiamente de substrato. Algunas palabras que son préstamos anatolios en griego antiguo son:
- Apóllōn (dórico Apéllōn, chipriota Apeílōn) ‘Apolo’, de un *Apeljōn, relacionado con el antropónimo hitita Appaliunaš;[4]
- dépas ‘copa; tiesto, vasija’ y el micénico di-pa, del luvita jeroglífico ti-pa-s ‘cielo; cuenco, copa’ (cf. hitita nēpis ‘cielo; copa’);
- eléphās ‘marfil’, del hitita laḫpa, y este de un idioma mesopotámico, cf. fenicio ʾlp y egipcio Ȝbw;
- kýanos ‘lapislázuli; vidriado azul oscuro; esmalte’, del hitita kuwannan- ‘mineral de cobre; azurita’ (en última instancia del sumerio kù-an);
- kýmbachos ‘cimero del casco’, del hitita kupaḫi ‘prenda para cubrir la cabeza’;
- kýmbalon ‘címbalo’, del hitita ḫuḫupal ‘instrumento de percusión de madera’;
- mólybdos ‘plomo’ y el micénico mo-ri-wo-do, de un anatolio *morkʷ-io- ‘oscuro, sombrío’, de donde viene el lidio mariwda(ś)-k ‘los oscuros’;
- óbryza ‘prueba al fuego del oro’, del hitita ḫuprušḫi ‘incensario’;
- tolýpē ‘ovillo de lana’, del hitita taluppa ‘terrón’ (o del luvita cuneiforme taluppa/i).